# Аузиньш, Улдис Янович
Улдис Янович Аузиньш (латыш. Uldis Auziņš; род. 1930 год) — тракторист совхоза «Буртниеки» Валмиерского района Латвийской ССР. Герой Социалистического Труда (1966).
Досрочно выполнил личные социалистические обязательства и плановые производственные задания Семилетки (1959—1965) по производству сельскохозяйственной продукции. Указом Президиума Верховного Совета СССР от 23 июня 1966 года удостоен звания Героя Социалистического Труда «за успехи, достигнутые в увеличении производства и заготовок пшеницы, ржи, гречихи и других зерновых и кормовых культур, а также высокопроизводительное использование техники» с вручением ордена Ленина и золотой медали Серп и Молот.
В 1981 году избирался делегатом XVI съезда КПСС.Умер 2 января 2017 года. Похоронен на Яунбуртниеку кладбище Валмиерского района, Латвия.